# Jan Bártů
Jan Bártů, född den 16 januari 1955 i Prag, Tjeckien, är en tjeckoslovakisk idrottare inom modern femkamp.
Han tog OS-silver i lagtävlingen och även OS-brons i den individuella tävlingen i samband med de olympiska tävlingarna i modern femkamp 1976 i Montréal.